# Karol Knabe
Karol Filip Knabe (ur. ok. 1830 w Radomiu, zm. 22 stycznia 1873 w Sanoku) – farmaceuta, aptekarz, powstaniec styczniowy.

## Życiorys
Karol Filip Knabe urodził się około 1830 w Radomiu. Wywodził się z rodziny Knabe herbu Radwan. Był synem Mikołaja (kontroler w składzie Głównym Tabak w Radomiu wzgl. inspektor akcyzy tabacznej w Radomiu) i Karoliny z domu Loeben. Miał braci: Henryka, Aleksandra, Adolfa. W Radomiu funkcjonowała apteka rodziny Knabe.
Uzyskał stopień magistra farmacji (według innej wersji miał dysponować stopniem doktora filozofii). Według stanu z 1856 był zatrudniony na stanowisku podaptekarza w aptece Juliusza Knolla w Łodzi (uczniem tamże był wtedy także jego młodszy brat Henryk, urodzony 1841 w Radomiu). W 1861 zamieszkiwał w Sielcach w powiecie warszawskim.
Uczestniczył w powstaniu styczniowym 1863. Pełnił funkcję naczelnika powiatu pułtuskiego. Zagrożony aresztowaniem przez żandarmerię zbiegł. Przebywał w Dreźnie, gdzie był zaangażowany w organizację dostaw broni dla walczących w powstaniu (w walkach brał udział także jego brat Henryk)
W Warszawie był profesorem. Stamtąd przeprowadził się do Sanoka i tam zamieszkiwał. 12 czerwca 1869 został wybrany zastępcą prezesa zarządu oddziału sanockiego Polskiego Towarzystwa Pedagogicznego. Był uczestnikiem Pierwszego Zjazdu Lekarzy i Przyrodników Polskich, odbytego w dniach 12-18 września w 1869 w Krakowie. Sprawując posadę kancelisty Rady c. k. powiatu sanockiego uchwałą Rady Miejskiej w Sanoku z 9 maja 1870 nadano prawo przynależności do gminy miasta Sanoka wraz z uwolnieniem od złożenia taksy czyli opłaty (wnioskodawcą był burmistrz Jan Okołowicz). W 1872 zgłosił swój udział w organizowanej w Wiedniu Wystawie Powszechnej (Światowej) w dniach od 1 maja do 2 listopada 1873, przedstawiając w grupie III (industria chemiczna) smarowidło do wozów na sposób belgijski i olej do machin własnego wyrobu.
10 listopada 1861 w Warszawie poślubił Zofię Julię Stefanię Lebel (córka lekarza dr. Ignacego Lebela). Miał z nią córkę Wandę (ur. 1866), Anielę (ur., zm. 1867), syna Karola (ur. 1868), Juliana Mikołaja Józefa (ur., zm. 1870). Na przełomie lat 60./70. zamieszkiwał na obszarze Posady Sanockiej w domu pod numerem 44, a do końca życia w Sanoku pod numerem 252. Do kresu swych dni pracował na stanowisku aktuariusza.
Zmarł 22 stycznia 1873 w Sanoku na skutek apopleksji w wieku 43 lat. Został pochowany na cmentarzu w Sanoku w pogrzebie odprawionym przez ks. proboszcza Franciszka Salezego Czaszyńskiego 22 stycznia 1873. Wdowa po nim 3 lutego 1874 poślubiła w Krakowie Alfreda Budzyńskiego.